# ارشدالدوله
علی خان اَرشَدالدوله از نوادگان فضلعلی خان قره باغی از سرداران دوران فتحعلیشاه و محمد شاه بود. علی خان ابتدا در دسته موزیک عزیزالسلطان (ملیجک) خدمت می‌کرد و وقتی ملیجک به دامادی شاه یعنی به همسری اخترالدوله در آمد و رئیس گارد سلطنتی ناصرالدین شاه شد، علی خان نیز در شمار افراد گارد سلطنتی درآمد و در اواخر دوران سلطنت مظفرالدین شاه قاجار به ارشد الدوله ملقب شد.
محمدعلی شاه با اینکه از ایران گریخته بود، اما به تحریکات خود ادامه می‌داد.

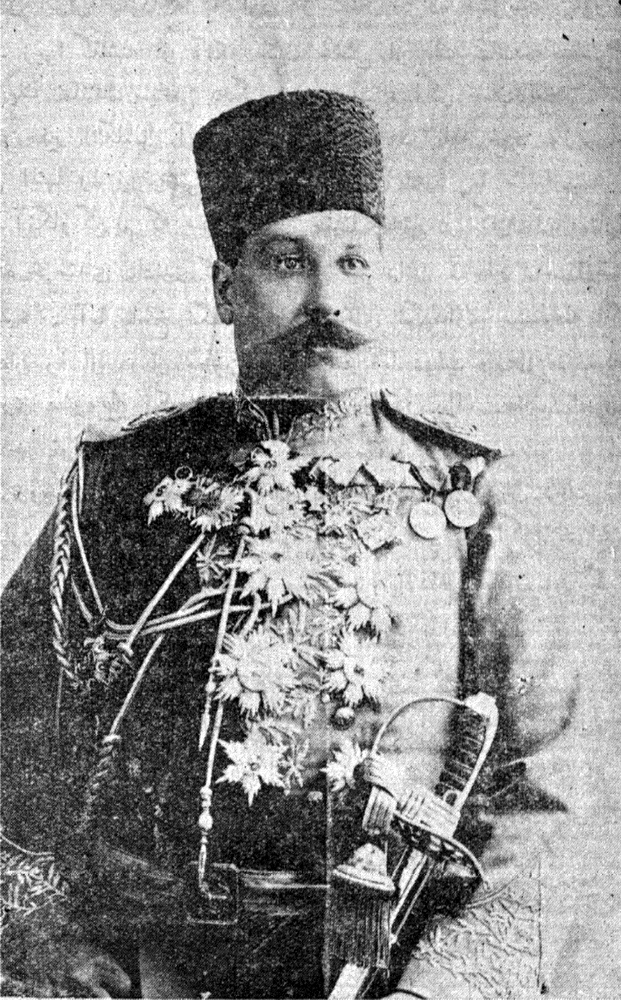

در سال ۱۳۲۹ ق. هنگام بازگشت شاه مخلوع به ایران جنگ‌هایی میان قوای هوادار محمدعلی شاه و نیروهای دولت مشروطه صورت گرفت.
سرکردگان نیروی دولتی یپرم‌خان و امیر مفخم بختیاری بودند و توانستند در نزدیکی ورامین قوای طرفدار محمدعلی شاه به فرماندهی ارشدالدوله را شکست دهد و خود او را هم دستگیر کنند.
ارشدالدوله بلافاصله در دادگاهی صحرایی به مرگ محکوم شد و حکم وی نیز بدون کمترین درنگ به اجرا درآمد.
اندکی پس از این ماجرا، که یپرم‌خان با جنازه ارشدالدوله به تهران بازگشت، قوای دولتی برای دفع سالار الدوله به سمت غرب رهسپار شد. در این لشکرکشی نیز یپرم‌خان یکی از سرکردگان بود.
در آخرین نبردهای ارشدالدوله در روز سه‌شنبه یازدهم رمضان سال ۱۳۲۹ در نبرد سختی که در این روز در نزدیکی تهران و برای فتح پایتخت اتفاق افتاد سرانجام آتش سنگین توپخانهٔ نیروهای مشروطه طلب یک باره ترکمانان سپاه ارشدالدوله را دچار وحشت و شکست کرد.
دراین نبرد، فقط ترکمانان ۷۰ کشته، ۴۰۰ زخمی و ۲۰۰ اسیر برجای گذاشتند،
به علاوه در زمان تعقیب آنان گروهی هم در حین فرار به قتل رسیدند. در پایان، ارشدالدوله هم دستگیر و به تهران انتقال داده شد. او را بی‌درنگ، محکوم به اعدام کردند و در ملأ عام به دار آویختند.